# رعي حمامية
رعي حمامية (الاسم العلمي: Verbeneae) هي قبيلة نباتية تتبع فصيلة اللويزية من رتبة الشفويات.

## أجناس
- رعي الحمام (باللاتينية: Verbena) وهو الجنس النموذجي بالتسمية العربية واللاتينية لهذه القبيلة.